# Фицджеральд, Морис, 1-й граф Десмонд

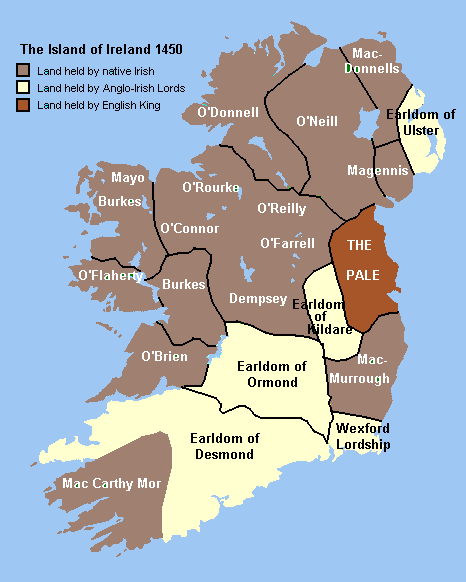
Карта Ирландии 1450 года, где на юго-западе острова показано графство Десмонд

Морис Фиц-Томас Фицджеральд, 1-й граф Десмонд (англ. Maurice FitzThomas FitzGerald, 1st Earl of Desmond, умер 25 января 1356, Дублинский замок) — ирландский аристократ, 4-й барон Десмонд (1307—1329) и 1-й граф Десмонд (1329—1365), пэр Ирландии, капитан замка Десмонд в Кинсейле, лорд-юстициарий Ирландии (1355—1356). Также известен как «Морис Великий», он возглавил восстание против английской короны, но в конечном счете был помилован королем.

## Фон
Представитель династии Фицджеральдов. Второй сын Томаса Фиц-Мориса Фицджеральда, 2-го барона Десмонда (1261—1298), и его жены Маргарет (её происхождение спорно, возможно она принадлежала к семье Барри или де Бург). Когда Морис был ещё ребёнком, он унаследовал в 1307 году титул барона после смерти своего бездетного старшего брата Томаса Фиц-Томаса Фицджеральда, 3-го барона Десмонда (1298—1307), а также получил большие земельные владения и поместья.

## Влияние
К 1326 году влияние Мориса Фицджеральда было таково, что ходили слухи о заговоре, чтобы сделать его королем Ирландии. Современные историки склонны отвергать эту версию на том основании, что предполагаемые заговорщики были другими ирландскими магнатами, которые были заинтересованы в увеличении своей собственной власти, чем поддерживать барона Десмонда.
27 августа 1329 года Морис Фицджеральд, 4-й барон Десмонд, получил от короля Англии Эдуарда III Плантагенета титул графа Десмонда. Королевский патент также даровал ему и его мужским потомкам графство Керри с условием отправлять на королевскую службу одного вооруженного рыцаря. Эта была часть политики английской короны, направленной на то, чтобы заручиться поддержкой местных магнатов, представляя им земли и титулы.
В январе 1330 года сэр Джон Дарси, лорд-юстициарий Ирландии, вызвал на службу Мориса Фицджеральда, 1-го графа Десмонда, чтобы сражаться против восставших ирландских кланов.
В 1331 году появились новые слухи о попытке сделать Мориса Фицджеральда, графа Десмонда, королем Ирландии. Английская корона восприняли их достаточно серьёзно и приказала арестовать графа. Более 18 месяцев Морис Фицджеральд провел в тюремном заключении, его владения были уменьшены. Он был освобожден после поручительства ряд известных ирландских дворян.
В 1339 году Морис Фицджеральд, 1-й граф Десмонд, участвовал в борьбе с ирландскими восставшими в графстве Керри, где он заявил, что перебил 1400 мужчин и взял в плен Николаса, лорда Керри. Десмонд содержал его под стражей до самой смерти в наказание за переход на сторону восставших ирландцев.
В том же 1339 году Морис Фицджеральд присутствовал в ирландском парламенте, состоявшимся в Дублине. 10 июля 1344 года Морис Фицджеральд, граф Десмонд, Морис Фицджеральд, 4-й граф Килдэр, и другие крупные англо-нормандские феодалы Ирландии получили королевский приказ прибыть в Портсмут для участия в войне против Франции. Граф Десмонд должен был явиться на королевскую службу с отрядом из 20 всадников и 50 пехотинцев.

## Восстание
В 1345 году Морис Фицджеральд председательствовал на собрании англо-ирландских магнатов в Каллане (графство Килкенни), проигнорировавших приглашение принять участие в ирландском парламенте. Мятежники напали на город Нина. Граф Десмонд был грозным противником, и в течение следующих лет борьба с ним была главой заботой короны в Ирландии. Граф Десмонд сдался в обмен на обещание, что его жизнь будет пощажена. Он был заключен в тюрьму, а его владения подлежали конфискации в пользу короны. Он был отправлен под стражей в Англию, чтобы ответить на выдвинутые против него обвинения. В 1348 году Морис Фицджеральд, граф Десмонд был освобожден из тюремного заключения, а в 1349 году помилован королем.

## Последние годы
В июле 1355 года Морис Фицджеральд, граф Десмонд, был назначен королем Англии лордом-юстициарием Ирландии. 25 января 1356 года он скончался в Дублинском замке. Он был похоронен в церкви братьев-проповедников в Трали.

## Брак и дети
Граф Десмонд был трижды женат. 13 августа 1312 года в Гринкасле он женился первым браком на леди Кэтрин (ок. 1296—1331), пятой дочери Ричарда де Бурга, 2-го графа Ольстера. Дети от первого брака:
- Морис Фицджеральд, 2-й граф Десмонд (ум. 1358)

Во второй раз он женился на Маргарет, дочери Коннора О’Брайен, принца Томонда, брак с которой был бездетным.
В третий раз граф Десмонд женился на Авелин (или Элеонор), дочери Николаса Фицмориса, 3-го барона Керри (ум. 1324). Дети от третьего брака:
- Николас Фицджеральд, предок МакРобертов из Bellamullin
- Джеральд Фицджеральд, 3-й граф Десмонд, по прозвищу «Джеральд-Поэт» (1335—1398).